# 艾皓德

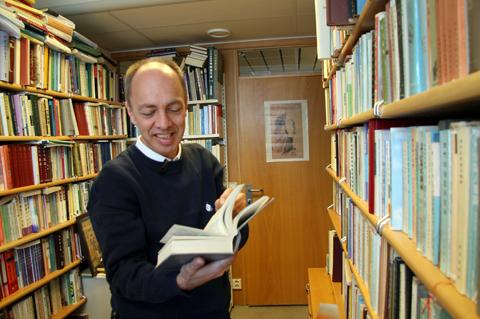
艾皓德

艾皓德（挪威語：Halvor Bøyesen Eifring, 1960年4月17日—）是一位挪威汉学家，奥斯陆大学文化研究与东方语文系教授，中文名叫艾皓德。

## 生平
1960年出身于挪威哈马尔，1993年获得奥斯陆大学博士学位。先后于1992年在普林斯顿大学、1995年在國立臺灣大學、2000年在北京大学、2001年在哈佛大学、2007年在國家圖書館 (中華民國)、2009年在國立清華大學进行研究。

## 著作
- 《東亞的靜坐傳統》（与楊儒賓、马渊昌也合著），國立臺灣大學出版中心，2012年5月，ISBN 9789860325447